# Кампијано (Равена)
Кампијано је насеље у Италији у округу Равена, региону Емилија-Ромања.
Према процени из 2011. у насељу је живело 884 становника. Насеље се налази на надморској висини од 3 м.